# Escudo de Turingia
El Escudo de Turingia se refiere al escudo de armas del estado federado alemán de Turingia. Este puede ser blasonado como en campo de azur, un león rampante burelado de plata y de gules, coronado y armado de oro, rodeado de ocho estrellas de argén. Esto puede ser interpretado como un campo azul con un león con ocho fajas horizontales rojas-blancas, con corona y garras de oro, con ocho estrellas alrededor de plata/blancas. Algunos creen que las ocho estrellas representan las ocho divisiones históricas del Estado.

## Estado de Turingia (1920-1933)

Armas de 1920.

El Estado de Turingia fue creado en 1920 por la unión de los siete territorios turingios de Sajonia-Weimar-Eisenach, Sajonia-Meiningen, Sajonia-Gotha, Sajonia-Altenburgo, República de Reuss, Schwarzburg-Sondershausen y Schwarzburg-Rudolstadt. La parte septentrional de la actual Turingia era parte de Prusia (gobernación de Erfurt) y por lo tanto no está representado en este escudo de armas. Inspirado en la bandera estadounidense (representando una estrella por cada Estado), este escudo es en campo de gules rojas), siete estrellas de seis puntas de argén. Fue utilizado en la bandera del Estado de este periodo. El escudo de armas fue utilizado hasta 1933, cuando el gobierno del NSDAP creó un nuevo escudo de armas.

## Landgraves de Turingia

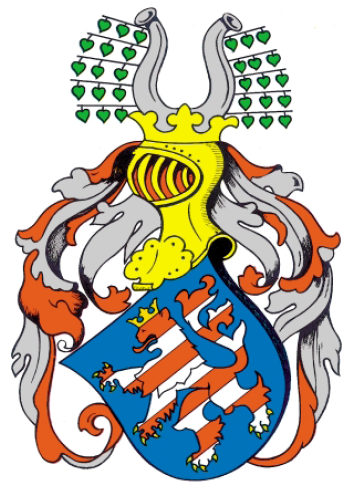
Las armas de los landgraves de Turingia.

En 1040, la casa del Ludowinger de Alta Franconia, ganó el gobierno sobre los territorios del norte de Turingia, que entonces eran parte del ducado de Sajonia. Las siguientes generaciones de la casa ganaron el control de Turingia y el norte de Hesse y se convirtieron en condes palatinos de Sajonia. En 1137 los Margraves se convirtieron en Landgraves, una posición comparable a la de duque. Ahora su gobierno era inmediato al Imperio. En 1247 los Ludowingers se desaparecieron. Su gobierno en Turingia fue sucedido por la sajona casa de Wettin. Las armas, utilizadas por el Landgrave Conrado en el siglo XIII, son en campo de azur, un león rampante burelado con ocho fajas de argén y gules, coronado y armado de oro.

## Posición legal
Fue incluido en el Gesetz über die Hoheitszeichen (Ley sobre los emblemas regionales) el 30 de enero de 1991, que se convirtió en ley retrospectivamente hasta el 3 de octubre de 1990. La presente ley, Verordnung zur Ausführung des Gesetzes über die Hoheitszeichen des Landes prescribió su uso, incluyendo la prohibición por terceras partes, uso del escudo de armas en el sello del Estado y uso de las armas en la bandera del Estado.